# Parque Nacional de Djibuti
O Parque Nacional de Djibuti é um parque nacional nas Montanhas Goda no Djibuti.
O parque tem várias atrações, entre as quais várias espécies de plantas exóticas como Euphorbia, Ficus e Ziziphus.